# Bernward av Hildesheim

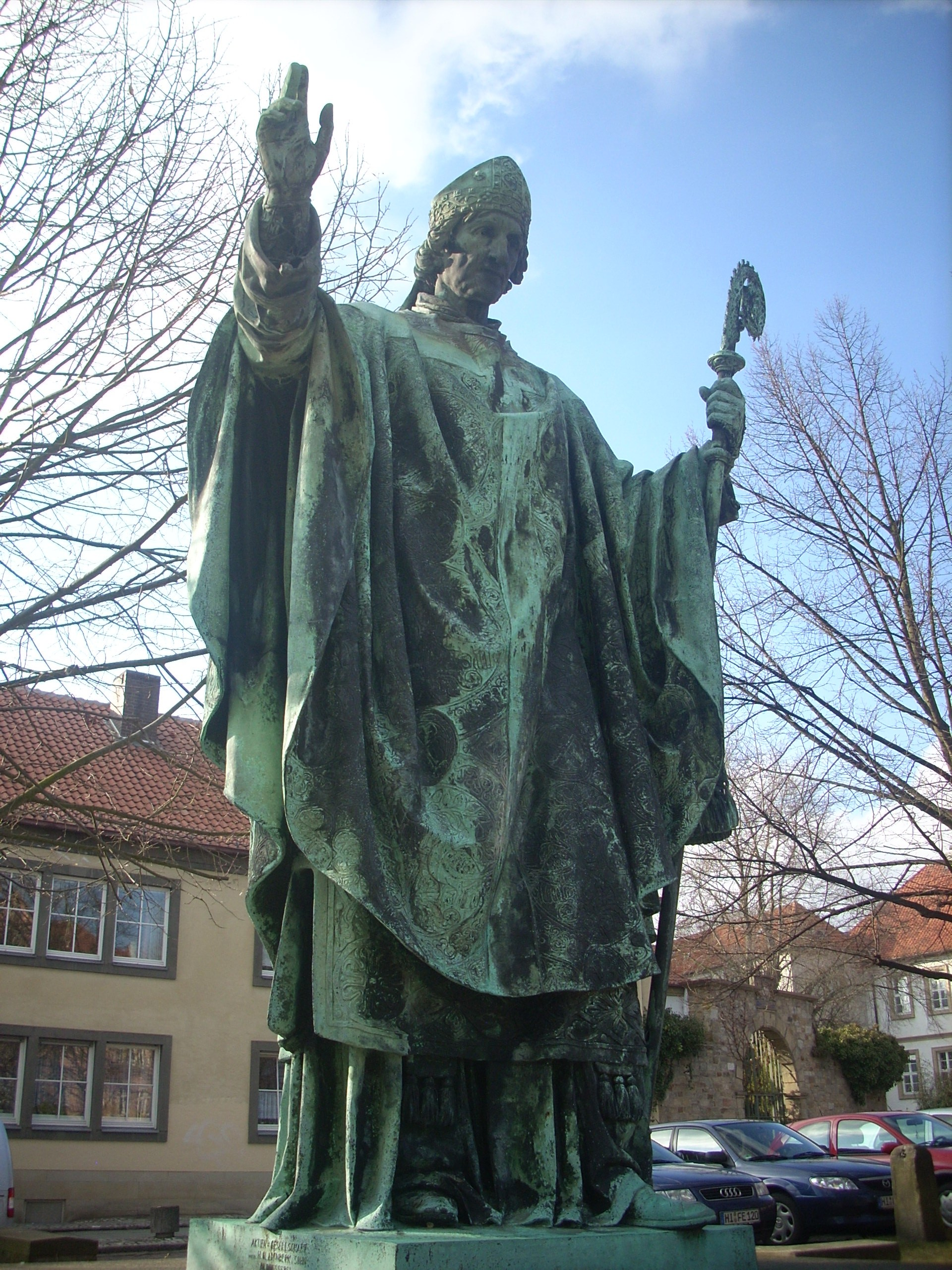
Staty över Bernward i Hildesheim, utförd av Carl Ferdinand Hartzer.

Bernward av Hildesheim, död 1022, var en tysk kultur- och konstbefrämjare.
Bernward blev biskop av Hildesheim 992, och utsågs till uppfostrare för den unge kejsar Otto III och företog flera resor, bland annat till Italien. Bernward gjorde Hildesheim till ett kulturcentrum, omgav staden med murar och grundade Mikaelsklostret, i vars kyrka han lät uppsätta en stor påskljusstake eller kandelaber, med spiralformigt löpande reliefer, den så kallade Bernwardkolonnen, dels de kända dörrarna med scener ur Gamla och Nya Testamentet i bronsreliefer. Båda dessa har senare flyttats till Hildesheims domkyrka.
Andra exempel på den metallkonst som under Bernwards tid framträdde i Hildesheim är två ljusstakar i förgyllt silver i Magdalenakyrkan. Även miniatyrkonsten florerade under hans tid, ett praktfull exempel på detta är Bernwardevangeliaret, vars band är utfört i guld och elfenben.